# Rámenskoye
Rámenskoye (ruso: Раменское) es una ciudad en el óblast de Moscú, en Rusia, está situada a unos 46 km al sureste de Moscú. 

## Población
Cuenta con una población de 82.290 habitantes (censo del 2008). 
| 14.000 | 28.000 | 46.500 | 61.000 | 76.906 | 87.666 | 88.900 | 82.074 | 82.290 |

## Etimología
El nombre del pueblo viene del antiguo eslavo de la palabra "раменье" (ramenye), que significa "el borde del bosque".

## Historia
En un documento de 1328 figura por primera vez el nombre de Ramen, que en ese momento estaba "en la linde del bosque", de ahí su nombre. El verdadero nacimiento de la ciudad moderna se remonta a 1760, con la primera aldea: Troïtskoïe. A principios del siglo XIX, Ramenskoe es el sitio de la primera fábrica textil de algodón en la región de Moscú, que en el año 1870, es una de los mayores de su tipo en Rusia. Otras industrias se desarrollan en Ramenskoe a partir de la mitad del siglo XIX, después de la puesta en marcha de la línea de ferrocarril Moscú - Riazán. El 15 de marzo de 1926, Ramenskoe recibe el título de ciudad. Tres años más tarde, se convierte en el centro administrativo del raión del óblast de Moscú.

## Transportes
Por la ciudad está ubicada la línea de ferrocarril Moscú - Riazán. En la ciudad está situada la estación de Ramenskoe, y 3 plataformas.
En 2005, bajo la estación de trenes de la ruta Kazán - Ramenskoe se abrió la circulación a los trenes de alta velocidad del tipo «Sputnik». 
Cerca de la ciudad se encuentra la estación de autobuses se encuentra de Ramenskoe, que estableció un servicio de autobús a la estación de Moscú Vyhino, así como a los asentamientos del distrito de Ramenskoye: ciudades de Zhukovskiy y Bronnitsy. 
El transporte público en la ciudad está representado por los taxis y los autobuses.
La Ciudad de las Estrellas, centro de entrenamiento de los cosmonautas que comprende un el Aeropuerto de Moscú-Zhukovski, se halla en la ciudad desde 1960.

## Deportes
La ciudad es sede del Football Club Leon Saturn Rámenskoye y hace de local en el Leon Arena con capacidad para 14 685 espectadores.

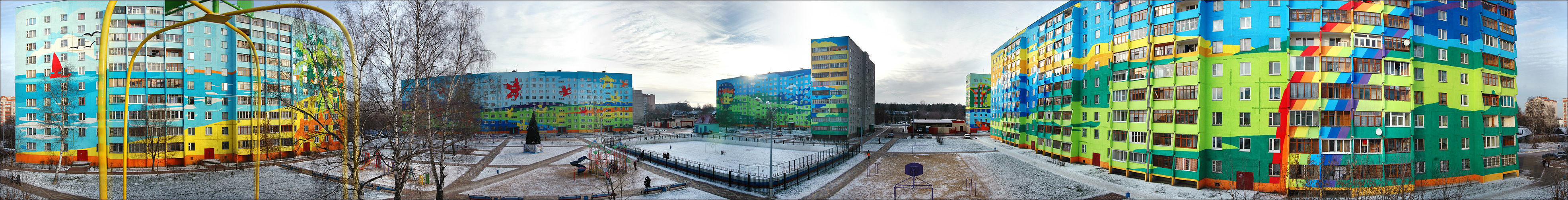
Área residencial en Ramenskoe.

## Ciudadanos ilustres
- Tatiana Korshunova (1956), piragüista

- Datos: Q163643
- Multimedia: Ramenskoye, Moscow Oblast / Q163643